# Ary Borges
Ariadina Alves Borges (født 28. december 1999), blot kendt som Ary Borges, er en brasiliansk professionel fodboldspiller. Hun spiller som angriber for National Women's Soccer League-klubben Racing Louisville FC og det brasilianske kvindelandshold.